# Valquiria Huerta
Valquiria Patricia Huerta Sifuentes (San Isidro, Lima; 14 de junio de 1991) es una actriz y profesora teatral peruana, reconocida por haber protagonizado diferentes producciones teatrales y el personaje de Micaela Fernández «Pericotita» en la teleserie Al fondo hay sitio.

## Biografía
Valquiria Patricia Huerta Sifuentes nació el 14 de junio de 1991 en San Isidro, distrito de la capital peruana Lima.[cita requerida] Tras acabar la secundaria, realizó sus estudios de teatro en la Asociación Cultural Plan 9 de la mano del actor y director David Carrillo.[cita requerida]
Comenzó su carrera artística en el año 2013 a la edad de 21 años, participando como extra en la obra teatral peruana Bolognesi en Arica. Adicionalmente, protagoniza el montaje juvenil Las mujeres y Wallace como la mujer de Wallace.
En el año 2015, Huerta asume el protagónico de la adaptación local de la telenovela Pulseras rojas con el personaje de Cristina «La chica», quién sería una adolescente que sufría de anorexia y compartió el rol junto a otras figuras actorales como Stefano Salvini, Emilio Noguerol, Gabriel Rondón y Brando Gallesi. Seguidamente, inicia su participación en la serie de televisión Al fondo hay sitio en 2014, donde interpretó a Micaela Fernández «Pericotita», la enamorada de «Yoni» Gonzáles, personaje caracterizado por el actor Joaquín Escobar, retomando el rol en la octava temporada de la ficción el año 2016 y participó en el reparto de la telenovela Mi esperanza de la dirección de Michelle Alexander como Mariana Pariona el 2018. Huerta protagonizó la obra Relación tóxica en el año 2015, encarnando a Stephanie.
Además, participó en el cine en las películas dramáticas Vivir ilesos como la hija del secuestrador y Rapto en el personaje de la alumna Sánchez en el año 2019.[cita requerida] Huerta asume el protagónico al lado del experimentado actor Miguel Iza en la cinta peruana Larga distancia interpretando a Camila, la hija del padre de familia Miguel en el año 2022 y fue estrenado en el auditorio de la Universidad de Lima, siendo dirigida por Franco Finocchiaro, joven cineasta egresado del dicho centro educativo.
En el teatro, en el año 2023 participó como protagonista de la obra Playoff, relacionado con el fútbol femenino, En este proyecto, compartió roles con las actrices Alexia Barnechea y Airam Galliani siendo con esta última con quién trabajó anteriormente en el proyecto teatral Love and chill el 2016, donde interpretó a Camila.[cita requerida] Adicionalmente, fue protagonista de la obra Con el corazón detrás con Martín Velásquez.[cita requerida]
En el año 2018 protagoniza la obra teatral El bosque de óleo como «la Guardiana de la Naturaleza»[cita requerida] y asumió como rol principal en el montaje La enfermedad de la juventud el año 2022 junto a los actores Jorge Guerra, Stefano Tosso y Matilde León; la cual interpreta a la mucama de la casa de una familia de clase alta. Además, participó en el reparto del proyecto La estación de la viuda con su personaje de Carolina Letrinquier en 2016.

## Trayectoria artística

### Televisión
| Año  | Título                  | Rol                              | Notas                                      | Emisión            | Ref.             |
| ---- | ----------------------- | -------------------------------- | ------------------------------------------ | ------------------ | ---------------- |
| 2015 | Pulseras rojas          | Cristina / «La chica»            | Rol protagónico                            | América Televisión | [ 5 ]            |
| 2014 | Al fondo hay sitio      | Micaela Fernández / «Pericotita» | Rol recurrente                             | América Televisión | [ 2 ]            |
| 2016 | Al fondo hay sitio      | Micaela Fernández / «Pericotita» | Rol recurrente                             | América Televisión | [ 2 ]            |
| 2016 | Ven, baila, quinceañera | Sandra Arregui                   | Rol recurrente                             | América Televisión | [cita requerida] |
| 2016 | Amores que matan        | Tábata                           | Rol protagónico (Episodio 21: «Bullying»)  | América Televisión | [cita requerida] |
| 2016 | Amores que matan        | Mariana                          | Rol protagónico (Episodio 16: «El sótano») | América Televisión | [ 14 ]           |
| 2018 | Mi esperanza            | Mariana Pariona de la Cruz       | Rol principal                              | América Televisión | [ 6 ]            |

### Cine
| Año  | Título          | Rol                   | Notas           | Ref.             |
| ---- | --------------- | --------------------- | --------------- | ---------------- |
| 2019 | Vivir ilesos    | Hija del secuestrador | Rol principal   | [ 7 ]            |
| 2019 | Rapto           | Alumna Sánchez        | Rol principal   | [cita requerida] |
| 2022 | Larga distancia | Camila                | Rol protagónico | [ 8 ]            |

### Teatro
- Bolognesi en Arica (2013)
- Las mujeres y Wallace (2013) como la mujer de Wallace (protagónico).[4]
- Relación tóxica (2015) como Stephanie (protagónico).[cita requerida]
- Chico encuentra chica (2015)
- Todo por cinco mil (2016)[15]
- Love and chill (2016) como Camila (rol principal).[cita requerida]
- La estación de la viuda (2016) como Carolina Letrinquier (rol principal).[12]
- Vodevil (2016)[cita requerida]
- Amor y deber (2017)
- La banda del lobo feroz (2017) como «La Caperucita» (coprotagónico).[cita requerida]
- El bosque de óleo (2018) como «la Guardiana de la Naturaleza» (protagónico).[cita requerida]
- La enfermedad de la juventud (2022) como «La mucama» (protagónico).[11]
- Playoff (2023) como «Pippi» (protagónico).[10]
- Con el corazón detrás (2023)